# 瀧川鯉朝
瀧川 鯉朝（たきがわ りちょう）は落語の名跡。滝川鯉朝とも表記。古くは三遊亭鯉朝として名乗っていた。
- 初代三遊亭鯉朝 - 後∶四代目三遊亭圓生
- 二代目三遊亭鯉朝 - 後∶初代三遊亭圓左
- 三遊亭鯉朝 - 後∶橘家小圓喬

瀧川 鯉朝（たきがわ りちょう、1968年1月30日 - ）は、高知県高知市出身の落語家。東京デザイナー学院出身。血液型はB型。
愛称は「昆虫くん」（小柄な体格と不審な挙動から、兄弟子である春風亭昇太によって命名）。

## 概要
真っ当な古典落語とともに、ブラックでマニアックな新作落語も得意とする。
橘左近に寄席文字を指導され、余芸とは思えぬ腕前を持っている。
テレビドラマ『タイガー&ドラゴン』では出囃子の制作、演奏に参加。劇中の落語の指導助手を務めた。
同郷の漫画家横山隆一に直接描いてもらったキャラクター「フクちゃん」を手拭の柄にしている。また漫画家川島よしおとも親交があり、落語会のチラシなどを描いてもらっている。また、と学会との親交も深く、真打披露興行の際には、と学会から贈られた紋章入りの幔幕を背景に高座を務め、これをきっかけに同会に入会している。
同じく同郷の漫画家西原理恵子のファンであり、トークショーの司会を務めた縁で、真打昇進時に作成した手拭の柄を描いてもらっている。

## 略歴
- 1992年
  - 8月：5代目春風亭柳昇に入門。前座名は春風亭柳吾。
  - 9月：浅草演芸ホールで初高座。演題は「狸札」。
- 1996年9月：二ツ目昇進。春風亭昇輔に改名。
- 2003年6月：師匠柳昇が死去。それに伴い、兄弟子の春風亭鯉昇（当時）門下へ移籍。
- 2006年5月：春風亭柳之助、春風亭昇乃進とともに真打昇進。瀧川鯉朝と改名。
- 2008年：高知県観光特使に就任。

## 人物
高知県出身の初の真打。
真打昇進と同時に名前が変わることを母親に電話報告したところ、『お前の取柄は春風亭という名前（亭号）“だけ”だったのに、なぜそれを棄てるのか』と嘆かれた（本人談）。
2006年3月26日放送の「笑点」（日本テレビ）で、落語協会5名、落語芸術協会3名の合同で真打昇進披露口上が放送され、鯉朝を含む落語芸術協会の3人はなぜかその場で組体操を披露した（鯉朝以外の昇進者は、落語協会から柳家獅堂、林家久蔵、柳家三三、6代目柳亭左龍、3代目柳家甚語楼。落語芸術協会から春風亭柳之助、春風亭昇乃進）。
2006年4月16日の真打昇進時のパーティーは客船ロイヤルウイングで行われ、落語界初の船上パーティーとなった。また、昇進直後の5月6日にインボイス西武ドームで行われた西武ライオンズ対ソフトバンクホークス戦では「高知デー」ということで黒紋付姿で始球式を行った。
上方落語家とも親交が深く、彦八まつり（上方落語協会主催）に、毎年東京の落語家団体（落語芸術協会）所属の落語家として参加している唯一の落語家であり、芸協らくごまつりにも反映させている。
2014年、兵庫県の知人から上方落語用の見台の無償提供を受け、新宿末廣亭・浅草演芸ホール・池袋演芸場に見台を寄贈している。

## 得意演目

### 古典
- 左甚五郎もの 
  - 竹の水仙
  - ねずみ
- 荒大名の茶の湯
- 心眼

### 新作落語
- お父さんの秘密基地
- 夜のてんやもの（店屋物）
- 世直し天誅隊
- ミス南千住
- 街角のあの娘

## 出演

### テレビ番組
- ドキュメント72時間「浅草・演芸場 人生は笑いとともに」（2022年7月15日、NHK総合）

### ラジオ番組
- 「落語家・鯉朝の東京演芸ショー」（高知放送ラジオ　日曜17:30 - 17:45）レギュラー

### インターネット出演
- お台場寄席DOUGA（フジテレビ無料動画サイト「見参楽」）

### DVD
- ワザオギ落語会  vol.10（2014年、ワザオギ） 「街角のあの娘」収録

### CD
- 王様落語会シリーズ 瀧川鯉朝（2012年、キング）「あいつのいない朝」「竹の水仙」収録

### 書籍
- さかもと瓢作「マンガで読む名作落語三昧」（実業之日本社、2012年）＊落語解説（表紙には鯉朝の名前は無し）ISBN 9784408174259

## 弟子

### 二ツ目
- 春風亭昇輔
- 瀧川蛙朝

### 前座
- 瀧川うりぼう

### 色物
- 坂本頼光 - 活動弁士